# Ferenczy József (író)
Ferenczy József (Baja, 1855. április 29. – Budapest, Erzsébetváros, 1928. március 21.) gimnáziumi tanár, irodalomtörténész, a Petőfi Társaság tagja.

## Élete
Ferenczy András és Kizinger Terézia fia. Középiskoláit szülővárosában, egyetemi tanulmányait Budapesten végezte. 1878-tól Fehértemplomban az állami gimnázium tanára volt 1883. március 30-áig. Ekkor az Országos Közoktatási Tanács jegyzője, 1890-ben titkára lett. 1897-től a kolozsvári egyetem magántanára, 1901-től a budapesti műegyetemen a magyar nyelv és irodalom nyilvános rendes tanára volt. Halálát tüdőlob okozta. Felesége Bock Berta volt.
Számos életrajzot és tanulmányt írt; sajtó alá rendezte Czakó Zsigmond, Dessewffy Aurél, Garay János, Obernyik Károly összegyűjtött munkáit. Irodalomtörténeti és pedagógiai tanulmányai, szépirodalmi írásai, ismertetői számos fővárosi és vidéki lapban, illetve folyóiratban jelentek meg.
Álnevei: Fery, Józsefi (a vidéki lapokban.)

## Munkái
- Tompa Mihály (Kassa, 1877)
- A lélektani tanulmány föltétlenül szükséges a művészetekkel foglalkozónak. Bölcsészeti értekezés. Bimberg után ford. (Kassa, 1877)
- Obernyik Károly szépirodalmi összes munkái. Sajtó alá rendezte és életrajzzal kiegészítette (Budapest, 1878-79. Négy kötet.)
- Garay János életrajza. Negyven arany jutalmat nyert pályamű (Budapest, 1883)
- Czakó Zsigmond összes művei. Sajtó alá rendezte és életrajzzal bevezette (Budapest, 1883-84. Két kötet.)
- Katona József (Pozsony, 1884)
- Báró Eötvös József (Pozsony 1885)
- Kossuth Lajos (Pozsony, 1885)
- Trefort Ágoston (Pozsony, 1886)
- Mit prédikált egy falusi pap a felebaráti szeretetről (Budapest, 1886; Historiák és Nóták 32. Névtelenül.)
- A mesterségnek arany a feneke, vagy a munka nem szégyen (Budapest, Históriák és Nóták 38. Névtelenül.)
- Hogyan gazdagodott meg Kohn Ábrahám szemétből (Budapest, 1887; M. és N. 42. Névtelenül.)
- Mi van megirva a csillagokban. Tanulságos historia (Budapest, 1887; H. és N. 54. Névtelenül.)
- Erdős Péter története (Budapest, 1887; H. és N. 59. Névtelenül.)
- A magyar hírlapirodalom története 1780-tól 1867-ig. (Az MTA által az Athenaeum-díjjal jutalmazott pályamű. Budapest, 1887) Online
- Gróf Dessewffy Aurél összes művei. Sajtó alá rendezte, életrajzzal és jegyzetekkel kísérte (Budapest, 1887)
- A talált kincs. Elbeszélés (Budapest, 1887. Névtelenül.)
- Magyar mesekönyv jó gyermekek számára (Budapest, 1887)
- A főváros elemi népiskoláiról (Budapest, 1888)
- Gróf Dessewffy József munkái. III. kötet. Levelek 1812-45. Sajtó alá rendezte és jegyzetekkel kísérte (Budapest, 1888)
- Rousseau. Carriére után ford. (Győr, 1888; Egyetemes Könyvtár 3. előbb a Közvéleményben 1878. 63-66. sz.)
- A fa is terem kenyeret. Okos beszéd okos embereknek Budapest, 1888; H. és N. 64. Névtelenül.)
- A madárijesztő. Tanulságos historia (Budapest, 1886; H. és N. 67. Névtelenül.)
- A község nagyapja vagy nem mesebeszéd ez (Budapest, 1888; H. és N. 71. Névtelenül.)
- A zónás atyafiak (Budapest, 1888; H. és N. 76. Névtelenül.)
- Emlékbeszéd Tóth Kálmán felett (Győr, 1888; Egyetemes Könyvtár 15.)
- Emlékbeszéd Trefort Ágoston felett (Győr, 1889; Egyetemes Könyvtár 20.)
- Mi a legdrágább kincse a magyarnak (Budapest, 1889; M. Mesemondó 26. Névtelenül.)
- A gyermek istenáldás (Budapest, 1889; M. Mesemondó 30. Névtelenül.)
- Mit beszél a jövendőmondó. Okos embernek való elbeszélés (Budapest, 1889; Historiák és Nóták 84. Névtelenül.)
- Más kárán tanul az okos. Érdekes historia (Budapest, 1889; H. és N. 89. Névtelenül.)
- Bolond Matyi és Kuka Miska (Budapest, 1889; H. és N. 90. Névtelenül.)
- Pulszky Ferenc életrajza (Budapest, é. n. [1889]).
- A törvénytudó Dániel históriája (Budapest, 1890; H. és N. 99. Névtelenül.)
- Bécsi bicska, párizsi rongy, bolond magyar. Tanulságos historia (Budapest, 1891; H. és N. 112. Névtelenül.)
- Pusztul-e a magyar? vagy mire tanít a népszámlálás (Budapest, 1891; M. Mesemondó 52. Névtelenül.)
- Az élcről (Győr, 1892; Egyetemes Könyvtár 50. Előbb a fehértemplomi állami gimnázium Értesítőjében 1880-ban jelent meg.)
- Elpusztul-e a magyar bor? Okos gazdáknak való jó tanács (Budapest, 1892; H. és N. 118. Névtelenül.)
- Hogy leszünk az apró pénzzel? Vagy forint és krajcár helyett korona és fillér (Budapest. (1892. H. és N. 125.)
- Mit tegyünk a kolera ellen. Javasolja egy doktor (Budapest, 1892; H. és N. 131.)
- A készpénz zsidó vagy a kit megevett az adósság (Budapest, 1893. H. és N. 136. Névtelenül.)
- Ki volt nekünk Baross Gábor? (Budapest, 1893; H. és Nóták 138. Névtelenül.)
- Jókai mint hírlapíró (Győr, 1894)
- Gr. Dessewffy József életrajza (Budapest, 1897)
- Aesthetikai és műtörténelmi cikkek (Budapest, 1898)
- Irodalmi dolgozatok (Budapest, 1898; válogatás kisebb munkáiból)
- Felolvasások az irodalom és szépművészetek köréből (Budapest, 1909; tanulmányok)